# 克里斯蒂娜·蘭布雷希特
克里斯蒂娜·蘭布雷希特（德語：Christine Lambrecht，1965年6月15日—）德国社会民主党政治家，2021年至2023年担任德国联邦国防部长，2019年至2021年在默克尔内阁中担任德國聯邦司法部长，2018年至2019年担任财政部长。